# Tianmen
Pour les articles homonymes, voir Tianmen (homonymie).
Tianmen (天门市 ; pinyin : Tiānmén shì) est une municipalité de la province du Hubei en Chine.

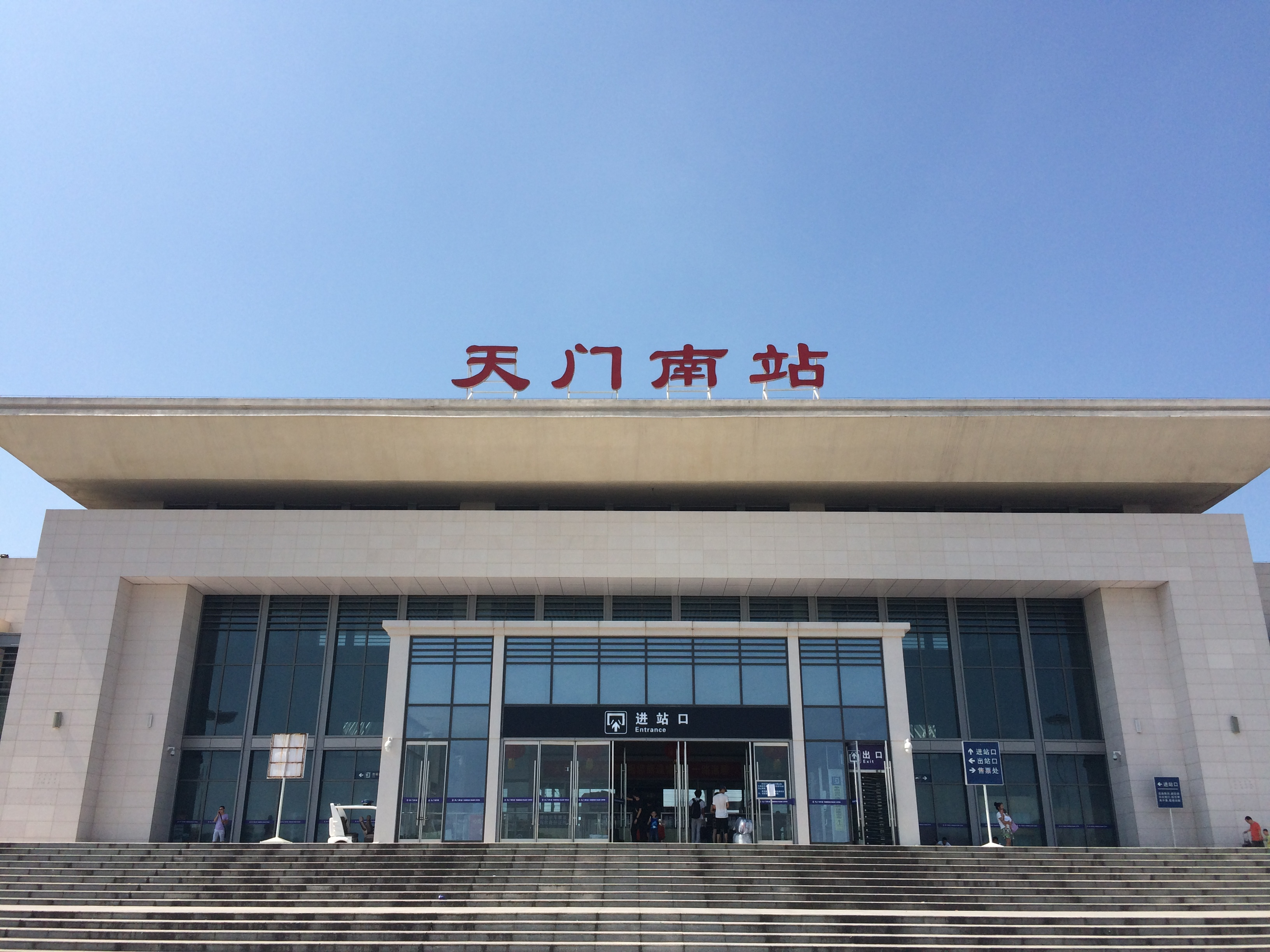
Hall d'entrée de la gare de Tianmen Sud

## Démographie
La population de la juridiction était de 1 731 482 habitants en 1999.

## Culture
- Le thé lùyǔ (茶圣 陆羽, cháshèng lùyǔ), reconnu internationalement.
- Le poète de la dynastie Tang, Pí Rìxiū (皮日休).
- Le représentant de littérature de l'école de Jingling (竟陵派) Zhōng Xīng (钟惺), de la dynastie Ming.